# غواصة يو-153
كانت الغواصة يو-153 واحدة من 329 غواصة خدمت في البحرية الإمبراطورية الألمانية خلال الحرب العالمية الأولى.